# Бражник виноградный большой
Большой виноградный бражник (лат. Ampelophaga rubiginosa) — бабочка из семейства бражников Sphingidae. Описан Оттоном Васильевичем Бремером, консерватором Зоологического музея Императорской Академии Наук и Василием Греем, садоводом, в 1853 году. Назван по латинскому слову robiginosus, что значит ржавый или заржавелый (по окраске бабочки). Обитает от северо-востока Афганистана, вдоль южной оконечности Гималаев до Китая, где встречается от Юньнани до северо-востока страны, на юге Дальнего Востока России (Амурская область: Урил; Еврейская АО; юг Хабаровского края до Комсомольска-на-Амуре; Приморский край), в Корее и Японии. Также встречается на юг через Таиланд и Вьетнам до Малаккского полуострова и Суматры.

## Биология
Даёт одну генерацию в год на юге Дальнего Востока России и в Китае. Бабочки летают с середины июня почти до середины августа, причём в жаркие годы изредка вылетают бабочки второго, неполного поколения, которые встречаются с середины августа до начала или даже середины сентября (по наблюдениям в Хабаровском крае). Южнее могут развиваться до трёх поколений в год.
На территории юго-востока России в горы почти не поднимается и обитает в долинных и предгорных лесах.
Гусеница живёт на виноградовых (Vitaceae) (включая Cayratia, Parthenocissus и Vitis), Hydrangea paniculata и Saurauia.

## Подвиды
- Ampelophaga rubiginosa rubiginosa[3]
- Ampelophaga rubiginosa lohita Kishida & Yano, 2001 (Япония (Кюсю и архипелаг Рюкю))[4]
- Ampelophaga rubiginosa myosotis Kitching & Cadiou, 2000 (Тайвань)[5]

## Галерея

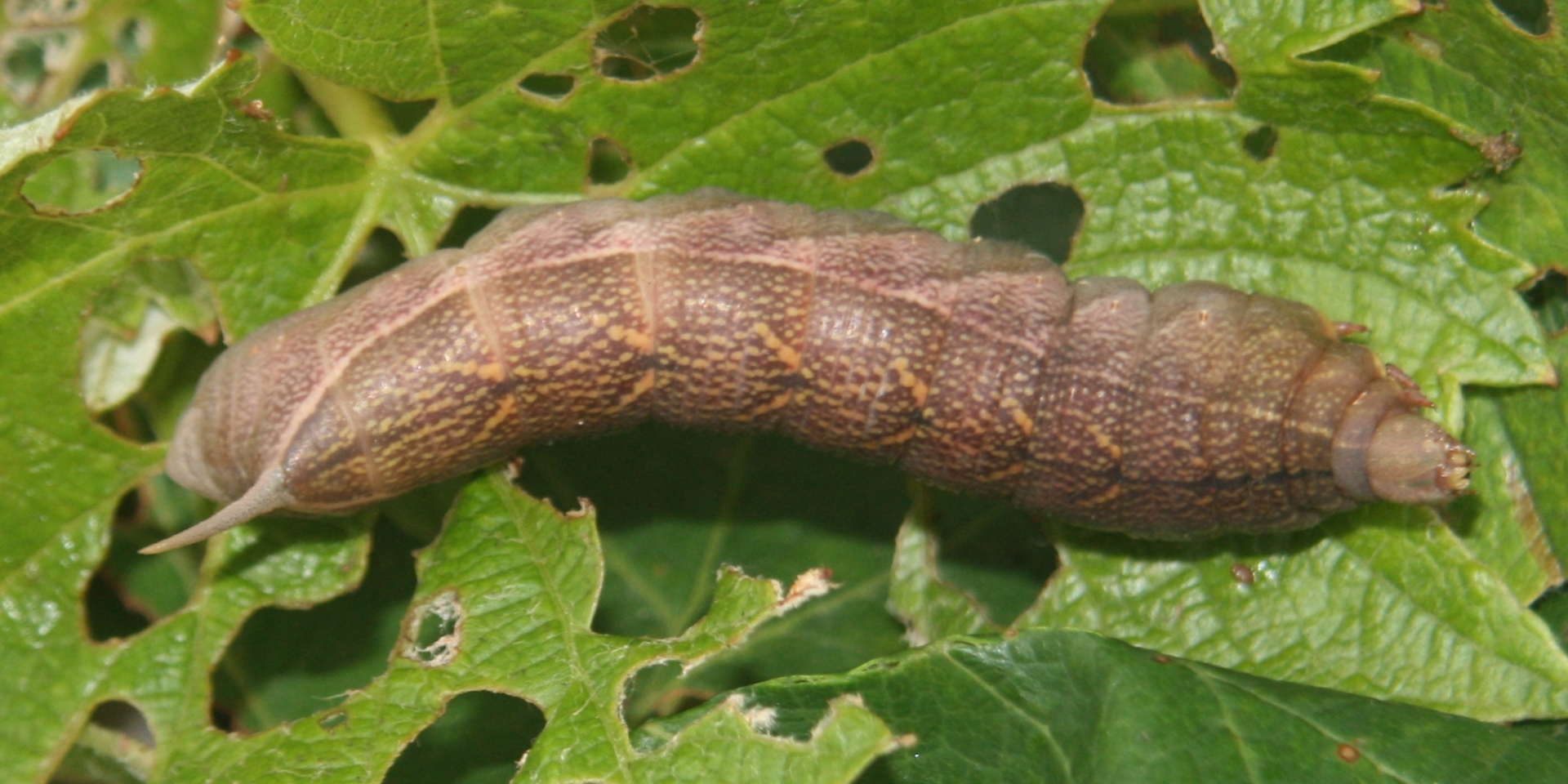
Гусеница
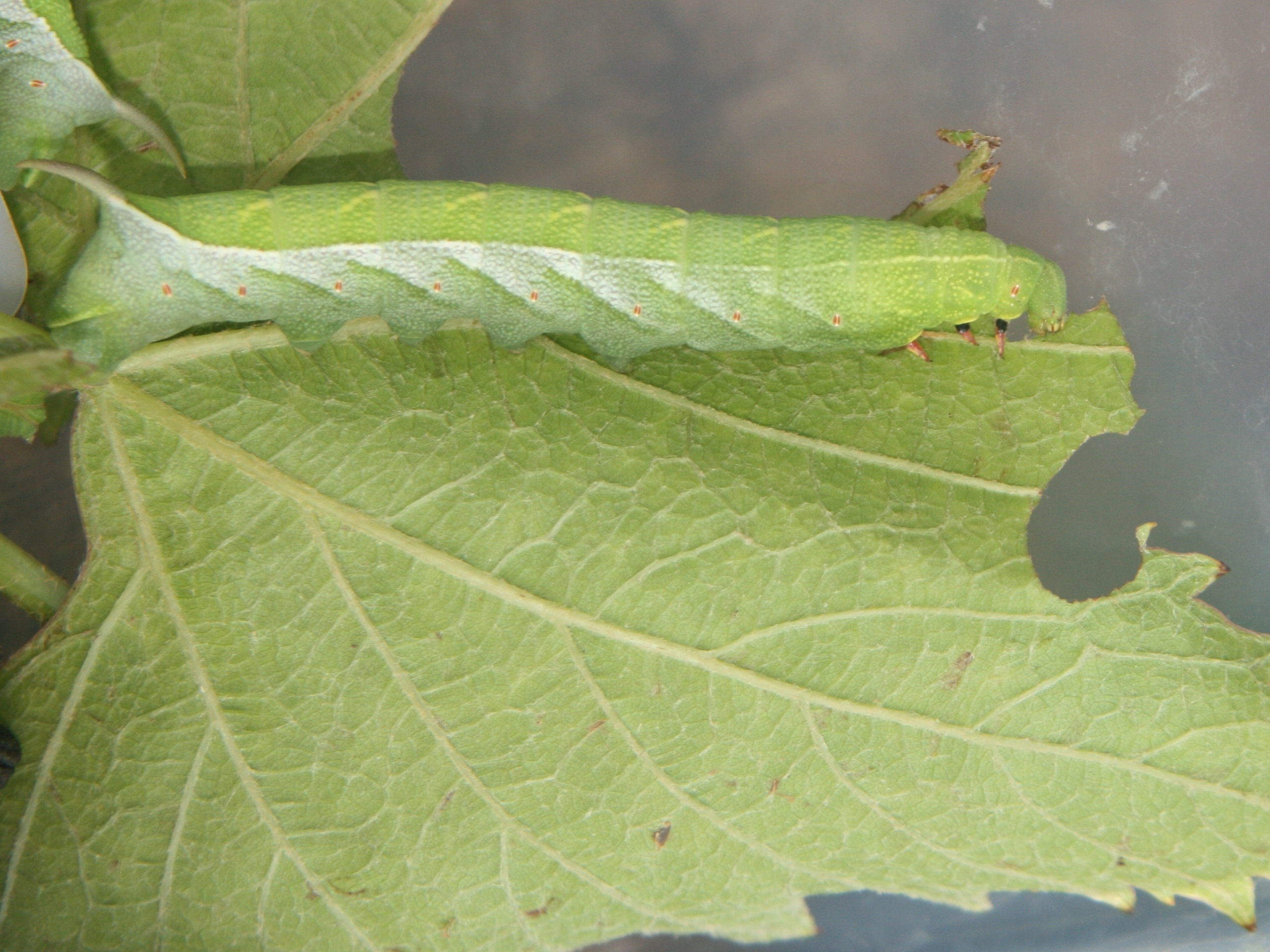
Повреждение
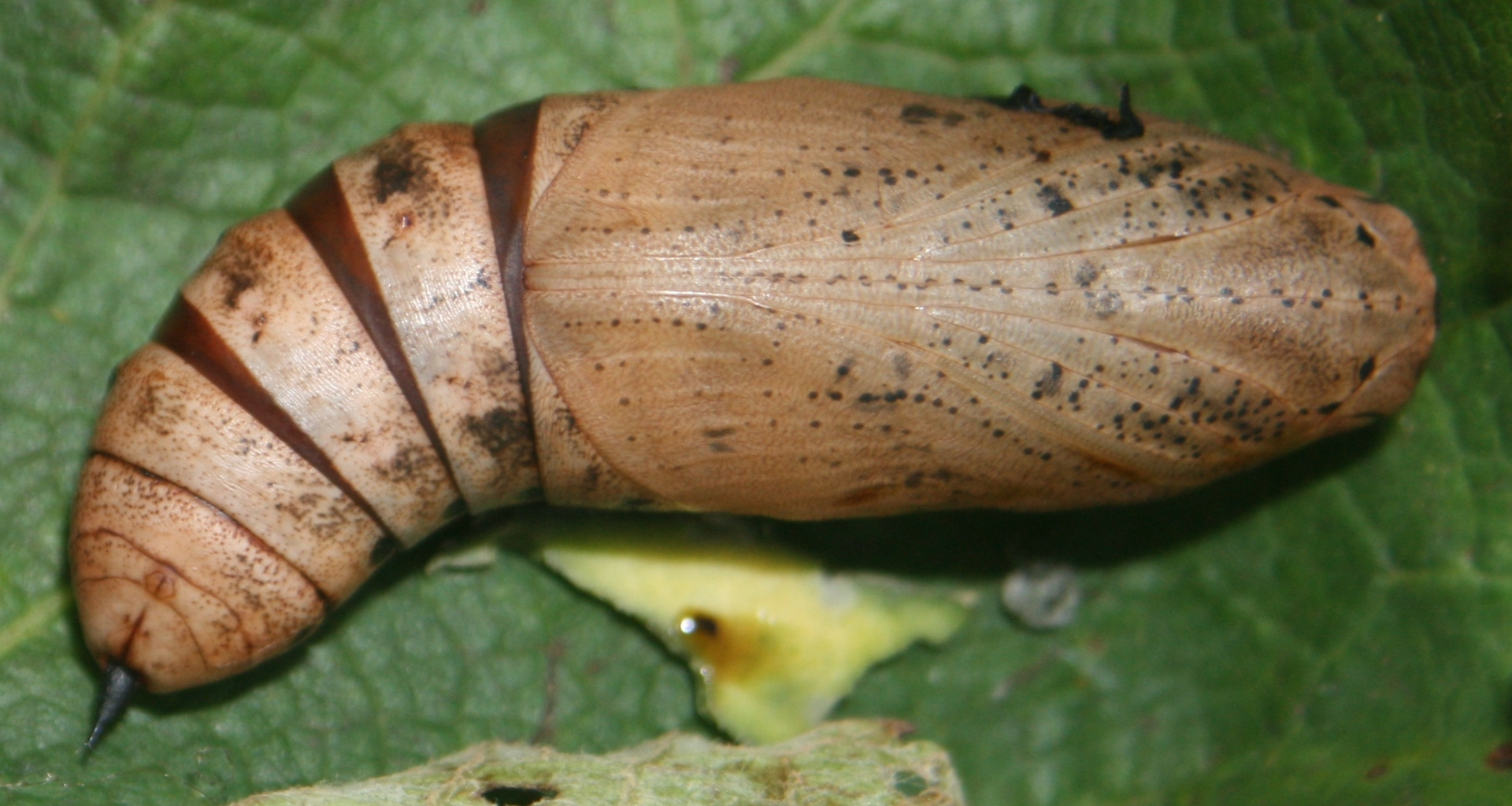
Куколка